# Cerkev sv. Družine, Tepanje
Cerkev sv. Družine v Tepanju je podružnična cerkev Nadžupnije Slovenske Konjice.

## Gradnja
Cerkev je bila zgrajena zaradi širitve naselja Tepanje po drugi svetovni vojni. Njeni graditvi so oblasti dolgo nasprotovale. Zaradi nasilnega rušenja kapele ob cesti na pokopališče v Zgornji Pristavi, brez vseh dovoljenj lastnika, pa so predstavniki nadžupnije od oblasti poleg odškodnine za kapelo izposlovali tudi gradbeno dovoljenje za novo cerkev v Tepanju, na lokaciji poleg osnovne šole.  Načrte zanjo je izdelal višji gradbeni tehnik Jože Požauko iz Maribora, gradnjo je prevzelo konjiško gradbeno podjetje Kongrad, domačini pa so pomagali s prostovoljnim delom. Cerkev je posvetil tedanji mariborski škof Maksimilijan Držečnik.

### Prenova
Cerkev je bila na pobudo Antona Ofentavška (častnega občana Slovenskih Konjic) popolnoma obnovljena leta 2002, dobila je nove hrastove klopi, nov marmorni oltar, okna, obnovljena sta bila streha in zvonik, parkirišče, urejena je bila nova dovozna cesta. Obnovljeno cerkev je 20. oktobra 2002 blagoslovil mariborski pomožni škof dr. Jožef Smej.